# Pseudomorfismo

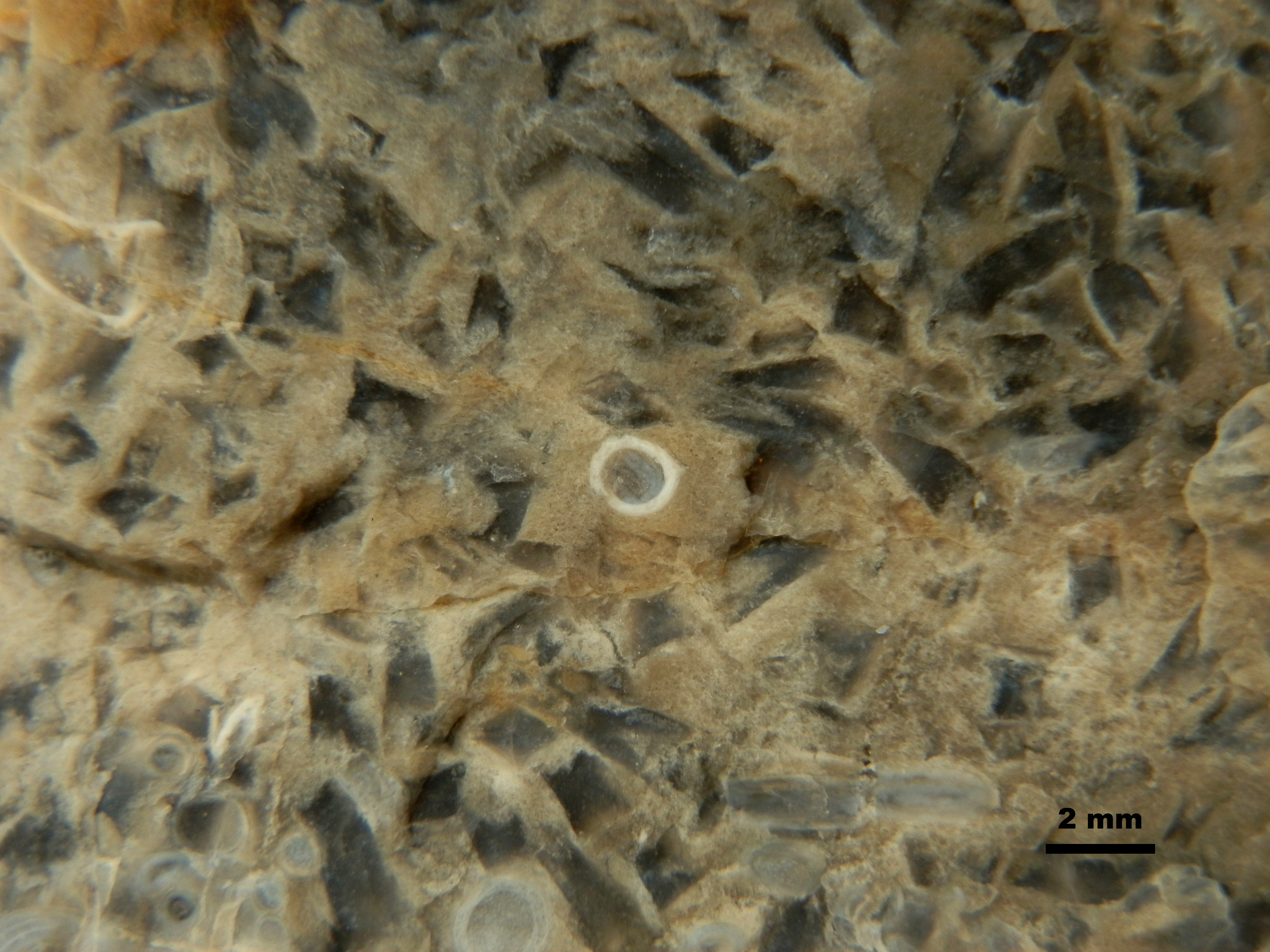
Pseudomorfo de sílica formado a partir de cristais de gesso e tubos silicificados de poliquetas sepulídas.

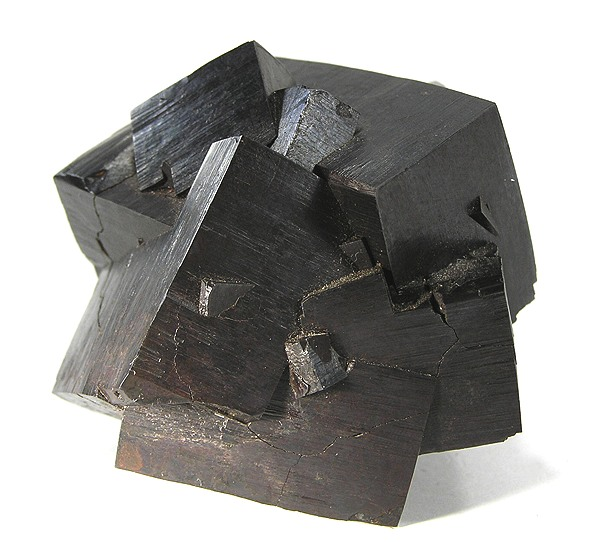
Pseudomorfo de goethite formado a partir de pirite.

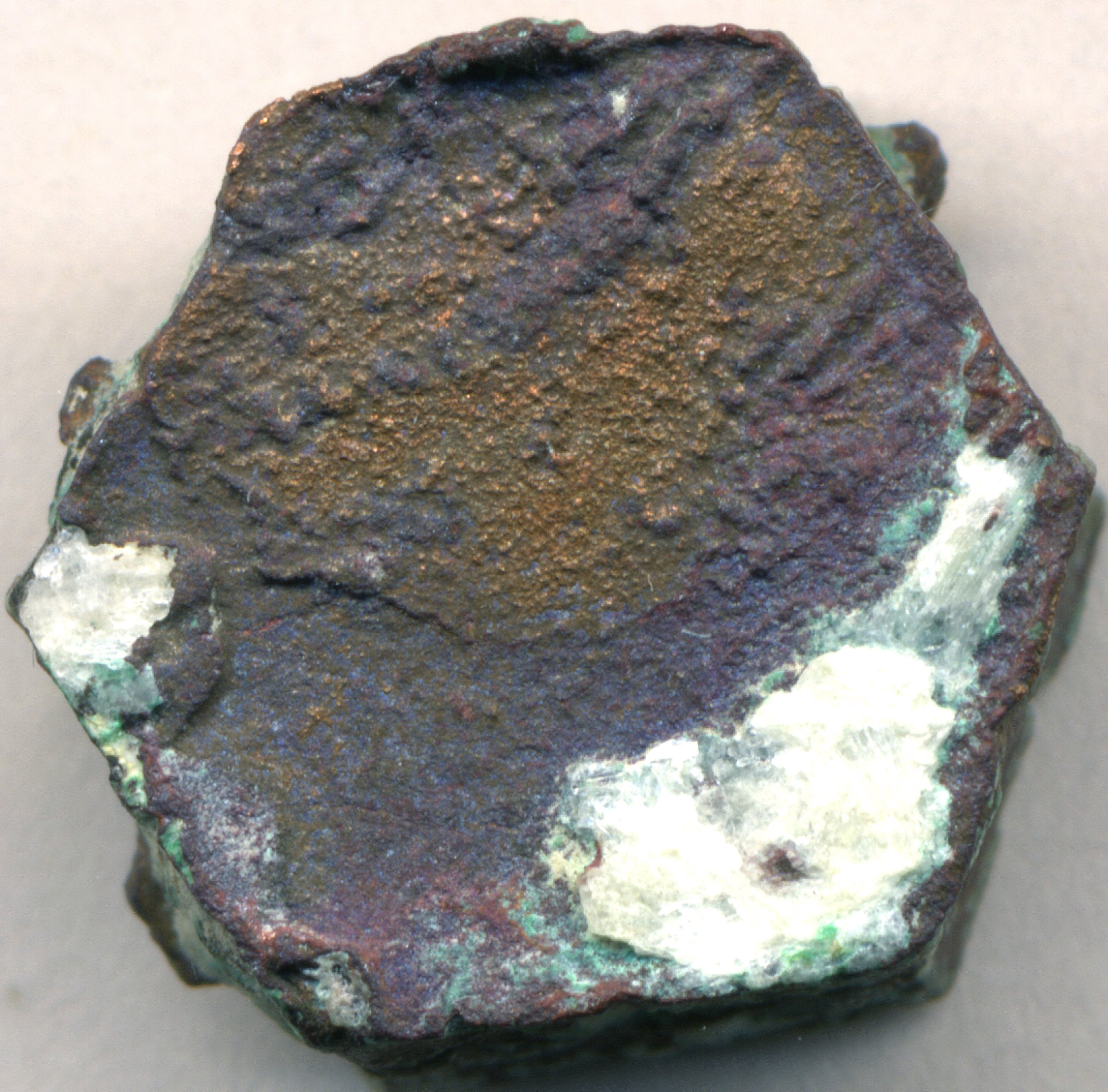
Pseudomorfo de cobre nativo formado a partir de aragonite, com alteração vermelha para cuprite e verde para malaquite.

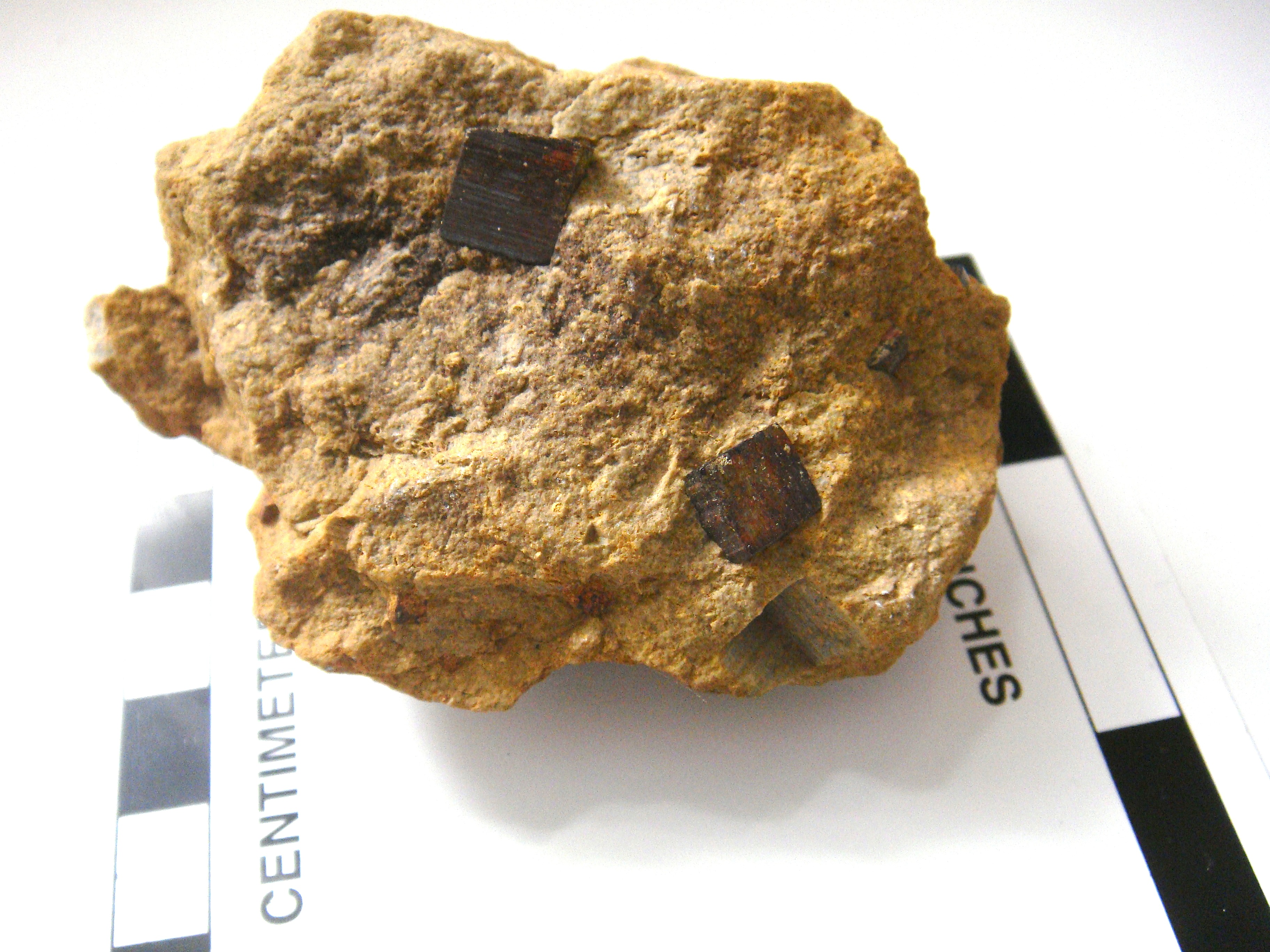
Óxidos de ferro a substituir os cubos de sulfureto de ferro (pirite).

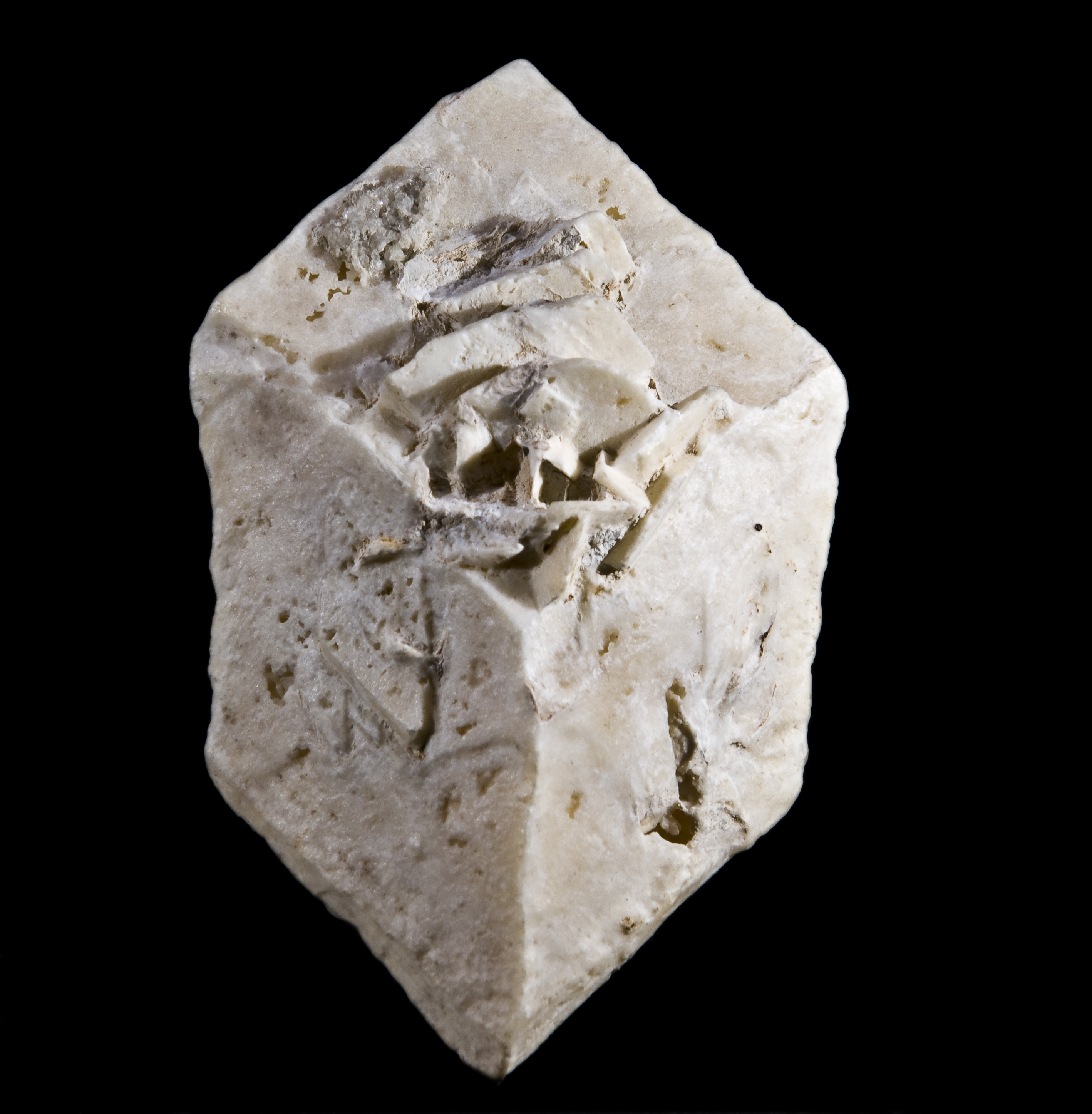
Glendonite.

Pseudomorfismo (ou pseudomorfose, do grego ψεῦδος pseudos = falso; μορφή morphē = forma) é a designação dada em mineralogia à formação de um pseudomorfo, um mineral ou composto mineral que assume forma de outro mineral. Tal ocorre quando um mineral é alterado de tal forma que a sua composição e estrutura interna são modificadas enquanto a aparência externa se mantém, pelo que  um pseudomorfo é um mineral ou composto mineral que aparece numa forma atípica (sistema cristalino), resultante de um processo de substituição em que a aparência e as dimensões permanecem constantes, mas o material original é substituído por outro. O pseudomorfismo pode ocorrer por via vários mecanismos, como a substituição, a alteração e a incrustação (epimorfismo).

## Descrição
O termo pseudomorfismo, cunhado por Johann Reinhard Blum, é utilizado em mineralogia para designar a um mineral que não apresenta a sua forma típica inerente (o sistema cristalino a que pertence), mas que assumiu a forma externa de outro tipo de mineral. As pseudomorfoses ocorrem, por exemplo, quando o mineral A começa por se cristalizar numa rocha, é posteriormente dissolvido e a cavidade é preenchida pelo mineral B. O mineral original não tem necessariamente de ser substituído por outro mineral. No caso dos pseudomorfos de halite, os cristais de halite foram dissolvidos e as cavidades preenchidas com sedimento argiloso-siltoso. Este sedimento mostra mais tarde o contorno cúbico dos cristais de NaCl.
O pseudomorfismo pode ocorrer por via de três mecanismos principais: (1) pseudomorfismo de substituição; (2) pseudomorfismo de alteração; e (3) pseudomorfismo de incrustação (epimorfismo). Um processo adicional, por vezes considerado distinto do pseudomorfismo, é a formação de paramorfos (ou alomorfos) por alteração molecular do mineral oou material.
Os pseudomorfos são comuns em  paleontologia, já que os fósseis são frequentemente formados por substituição pseudomórfica dos restos orgânicos por matéria mineral. Exemplos incluem a madeira petrificada por silicatos e as conchas de gastrópodes piritizadas.
Os pseudomorfos são em geral designados da seguinte forma: nome do mineral actual após nome do mineral que deu a forma ao cristal (ou substituto após original), ou seja pseudomorfose do mineral B para A. Um quartzo que tem a forma de uma pirite é por isso designado por pseudomorfose de quartzo para pirite. Uma boa mnemónica para a designação de uma pseudomorfose é a frase auxiliar Aquilo que é, de acordo com aquilo que foi.
Exemplos de pseudomorfo são: o quartzo olho-de-tigre, ou quartzo após crocidolita; o  quartzo após fluorita;  ou brookite após rutilo.

### Pseudomorfos de substituição
Um pseudomorfo de substituição, ou pseudomorfo de infiltração ou de deslocamento, é um pseudomorfo no qual um mineral ou outro material é substituído por outro. A forma original do mineral permanece inalterada, mas a cor, a dureza e outras propriedades mudam para as do mineral que o substitui, enquanto a composição química do cristal original é alterada pela libertação, absorção ou troca de componentes, ou mesmo pela troca de toda a composição.
Um exemplo deste processo é a substituição da madeira por sílica (quartzo ou opala) para formar madeira petrificada, em que a substituição pode ser tão perfeita que mantém a estrutura celular original da madeira. Um exemplo de substituição de um mineral por outro mineral é a substituição de aragonite por cobre nativo, como ocorre nas Minas de Cobre Unidas de Corocoro, em Coro Coro, na Bolívia.
As pseudomorfoses de substituição constituem provavelmente o grupo mais comum e variado de pseudomorfos, tanto que podem ser subdivididos, de acordo com a classificação proposta por Karl Hugo Strunz, em quatro tipos:
- Perda de componentes — O nome glendonite designa uma pseudomorfose da calcite para ikaite.[5][6][7] Ikaite CaCO3 · 6 H2O forma-se nas águas do mar, perto da costa, a temperaturas próximas da congelação, entre 0 °C e 4 °C. Os sedimentos moles ricos em matéria orgânica, os fluidos ricos em carbonatos e a água do mar rica em cálcio são também importantes para a formação da ikaite. Se a ikaite for retirada da água fria do mar, transforma-se em calcite CaCO3 a temperaturas de 5 °C a 10 °C.[7] No processo, a água ligada à rede cristalina é libertada sem que a ikaite perca a sua forma. No entanto, esta transformação está associada a uma redução significativa de volume. Formam-se poros na calcite, que podem ser reconhecidos com uma lupa ou ao microscópio. As glendonites em forma de ouriço ou de estrela do Mar Branco (Olenitsa, Rússia) são comuns nas feiras de minerais. O processo segue o seguinte percurso:

Ikaite {\displaystyle \mathrm {\longrightarrow } } calcite + água :
{\displaystyle \mathrm {CaCO_{3}\cdot 6\ H_{2}O\longrightarrow CaCO_{3}+6\ H_{2}O} }
- Absorção de componentes — Os conhecidos pseudomorfos de pedra-sabão do Johanneszeche, perto de Göpfersgrün, Fichtelgebirge, são um exemplo de formação de pseudomorfos através da absorção de componentes. Neste caso, cristais de quartzo foram dissolvidos por águas termais (sob a forma de ácido silícico) e magnésio na forma de iões Mg2+ foram adicionados a partir da dolomite MgCO3 ali presente, a partir da qual a pedra-sabão (um talco denso) pôde então formar-se sob uma camada de pedra-sabão colomórfica (pedra-sabão formada por gel de silicato de magnésio).[3][8] O resultado do processo é a formação de belos pseudomorfos que podem ser encontrados em quase todas as colecções de minerais. Os pequenos flocos de talco podem ser facilmente reconhecidos ao microscópio, enquanto macroscopicamente tomam a forma de um belo cristal branco, morfologicamente semelhante a quartzo. O processo é o seguinte:

Dolomite + ácido silícico {\displaystyle \mathrm {\longrightarrow } } talco + água + dióxido de carbono :
Falhou a verificação gramatical (SVG (MathML pode ser ativado através de uma extensão do ''browser''): Resposta inválida ("Math extension cannot connect to Restbase.") do servidor "http://localhost:6011/pt.wikipedia.org/v1/":): {\displaystyle \mathrm{3 MgCO_3 + 4 \ H_4SiO_4 \longrightarrow Mg_3 [(OH)_2|Si_4O_{10}] + 4 H_2O + 3 H_2CO_3}}

- Troca de iónica componentes — Os pseudomorfos de malaquite a azurite, conhecidos de Tsumeb, Namíbia, são formados por troca de componentes (troca aniónica).[3] As condições em que se forma a malaquite ou a azurite foram investigadas experimentalmente.[9]. O fator decisivo é o teor de gás CO2 das soluções contendo cobre que fluem pelo material. Quando o teor de CO2 atinge 0,5 Vol.-%, então tanto a azurite como a malaquite podem ser formadas a partir da solução de H2O-Cu2+-CO2. Maiores proporções de CO2, correspondentes a um teor de ácido carbónico superior a 0,0136 g/l, conduzem à formação de azurite, e menores à malaquite. Como a água da chuva tem normalmente um teor de dióxido de carbono relativamente baixo, a malaquite é mais comum do que a azurite. Inicialmente, uma solução rica em ácido carbónico assegura a formação de cristais de azurite. Se o teor de ácido carbónico da solução de passagem diminuir, a azurite deixa de ser estável e transforma-se em malaquite, a partir de defeitos estruturais nos cristais de azurite. A malaquite forma-se radialmente, o que pode ser facilmente reconhecido pela observação dos pseudomorfos.[10]  O mecanismo é o seguinte:

Azurite {\displaystyle \mathrm {\longrightarrow } } malaquite :
{\displaystyle \mathrm {2Cu_{3}[OH|CO_{3}]_{2}+2\ (OH)^{-}\longrightarrow 3Cu_{2}[(OH)_{2}|CO_{3}]+(CO_{3})^{2-}} }
- Troca integral — A pseudomorfose de cobre sólido em aragonite de Coro Coro, na Bolívia, caracteriza-se por uma troca de todo o material. Soluções contendo cobre deslocam os cristais de aragonite, começando na superfície.[11] Muitas pseudomorfoses de cobre em aragonite ocorreram apenas parcialmente, como pode ser visto, por exemplo, numa secção de uma pseudomorfose, que mostra um núcleo de aragonite rodeado por cobre sólido.[12]

### Pseudomorfos de alteração
O pseudomorfismo de alteração é uma variante do pseudomorfismo de infiltração ou substituição, na qual ocorre apenas uma substituição parcial do material original. Este tipo de pseudomorfismo acontece tipicamente quando um mineral de uma composição muda por reação química para outro de composição semelhante, mantendo a forma cristalina original.
Um exemplo deste processo é a mudança da galena (sulfureto de chumbo) para anglesite (sulfato de chumbo). O pseudomorfo resultante pode conter um núcleo inalterado de galena rodeado por anglesite que tem a forma cristalina cúbica da galena.
Uma variante deste processo é a formação de «pseudomorfos de segregação» em resultado da segregação de uma solução sólida. Em geral, uma solução sólida formada a altas temperaturas sofre segregação no decurso de um processo de arrefecimento lento. Isto resulta em lamelas de segregação incrustadas num cristal hospedeiro. Por exemplo, uma solução sólida {\displaystyle (Zn,Cu,Ga)S} formada a 250 °C com uma estrutura de esfalerite (blenda) pode formar lamelas de gallite {\displaystyle CuGaS_{2}} no cristal hospedeiro de esfalerite {\displaystyle ZnS} durante um arrefecimento lento.

### Pseudomorfos de incrustação (epimorfismo e perimorfismo)
Um pseudomorfo de incrustação, também designado por epimorfo, resulta de um processo de incrustação, também designado por perimorfose ou morfose de preenchimento, pelo qual um mineral ou material é revestido por outro e o mineral assim encapsulado se dissolve. O mineral de revestimento permanece intacto e mantém a forma do mineral ou material original, que entretanto se perdeu por dissolução. Em alternativa, outro mineral pode preencher o espaço (o molde) anteriormente ocupado pelo mineral ou material original.
As perimorfoses são crescimentos em forma de crosta de cristais maiores. Também são conhecidas como «pseudomorfos de envelope». Por exemplo, pequenos cristais de quartzo podem formar-se à volta de um grande cristal de fluorite. Isto é então referido como perimorfose de quartzo para fluorite. É irrelevante se o cristal de fluorite está total ou parcialmente preservado ou se foi completamente dissolvido. Também pode acontecer que a cavidade de um cristal dissolvido seja preenchida por outra substância e a crosta seja novamente dissolvida. Esta pseudomorfose é então designada por «pseudomorfose de enchimento». Isto torna claro que a formação de pseudomorfos é frequentemente um processo altamente complexo e que a história da formação de alguns pseudomorfos não pode ser claramente determinada cientificamente.

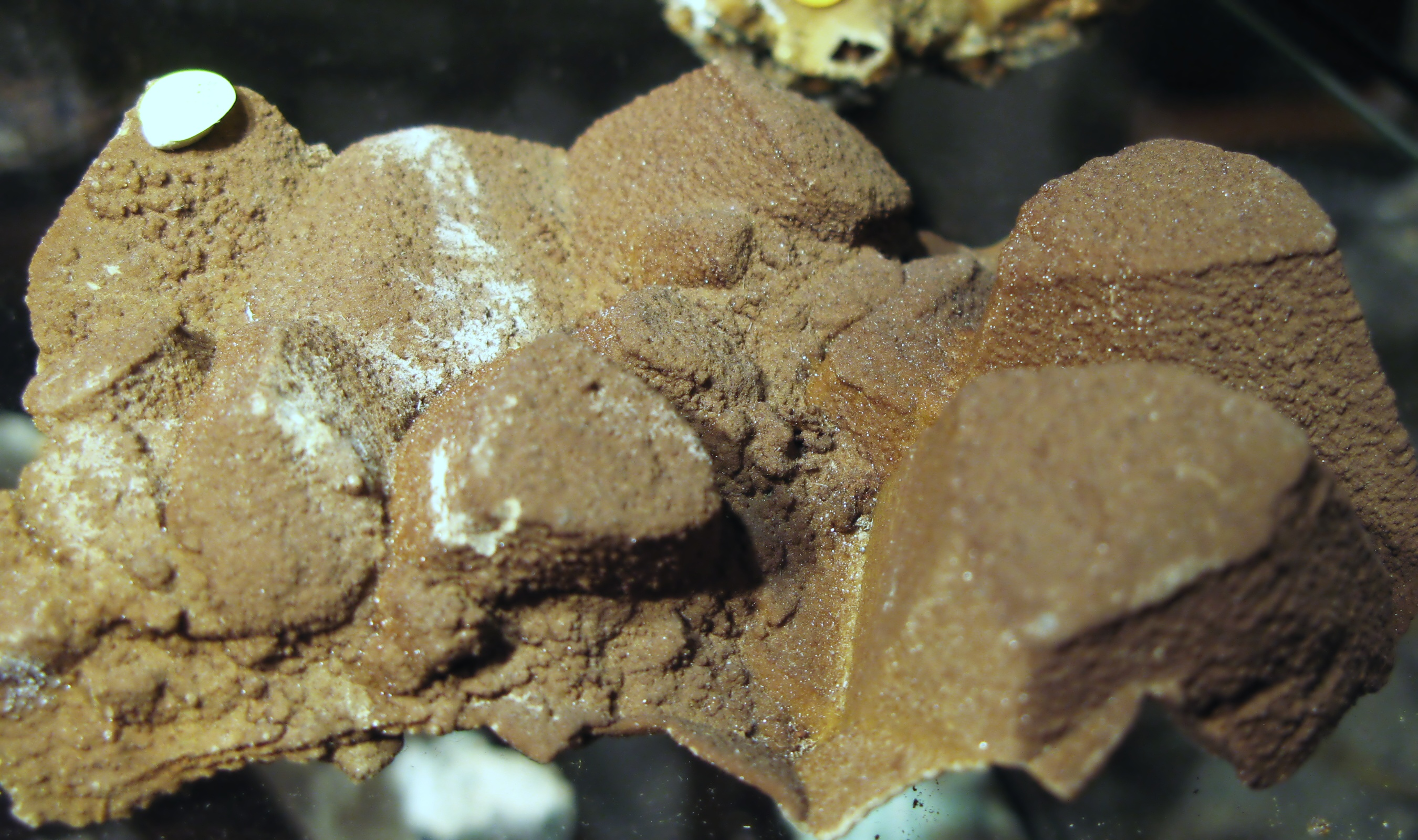
Perimorfose calcite-esfalerite-siderite vista do exterior (Aggeneys, África do Sul).
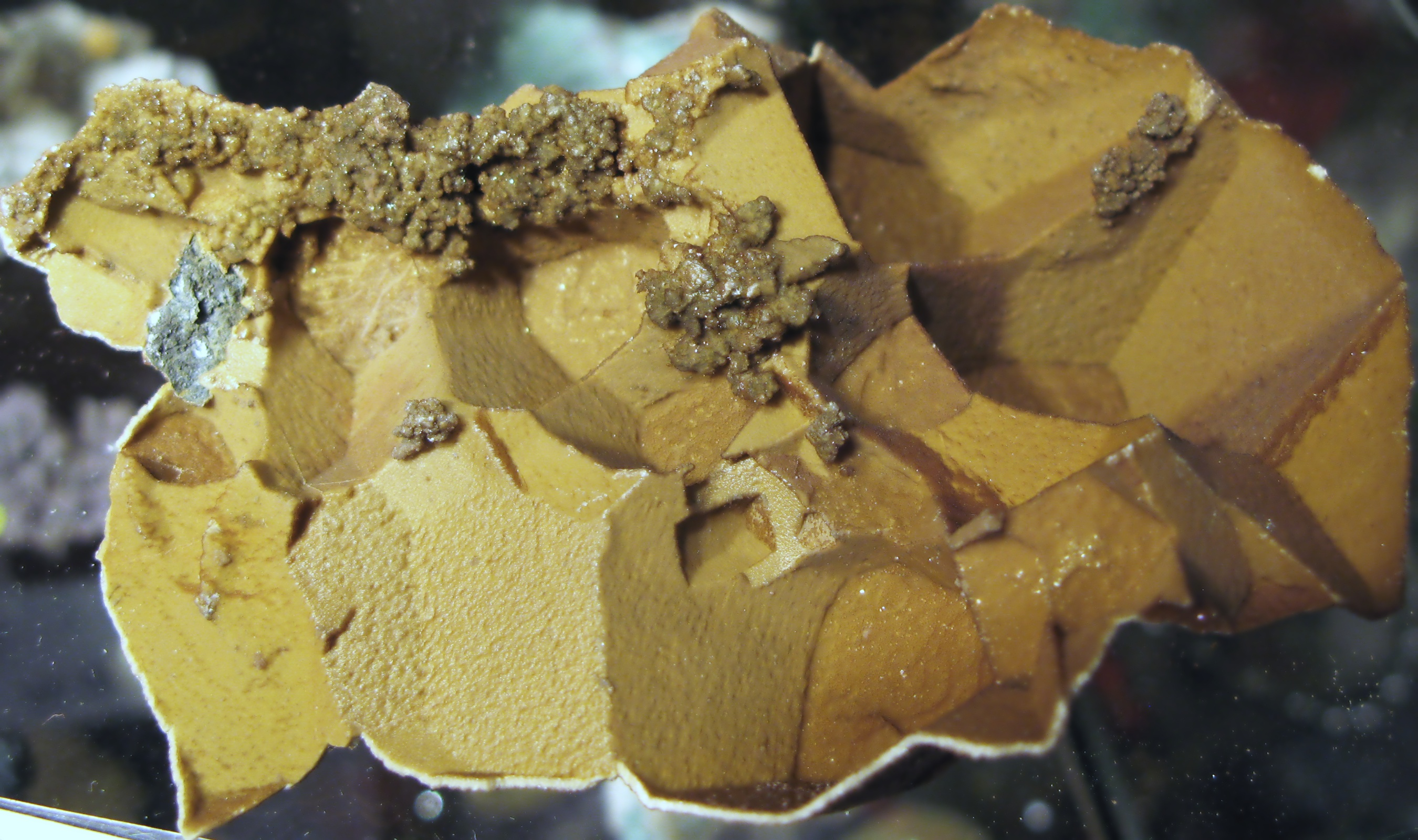
Perimorfose calcite-esfalerite-siderite vista do interior (Aggeneys, África do Sul).

### Paramorfos (ou alomorfos)
Um paramorfo (também designado por alomorfo) é um mineral alterado apenas a nível molecular. Apresenta a mesma composição química, mas com uma estrutura diferente. O mineral tem um aspecto idêntico ao da forma original, inalterada.
As paramorfoses ocorrem com substâncias polimórficas, materais que quando sólidos podem existir sob mais de uma forma cristalina. O pseudomorfismo do tipo paramorfose acontece, por exemplo, com o carbono elementar, que pode ocorrer na natureza como grafite ou diamante. Outro exemplo, ocorre com o quartzo, quando um β-quartzo hexagonal, que se formou a uma temperatura superior a 573 °C, se transforma num α-quartzo trigonal, uma fase mais estável de quartzo em condições ambientais de baixa temperatura, sem perder a forma externa do quartzo inicialmente formado. Outros exemplos de paramorfoses são (o sistema cristalino, que é decisivo para a forma do cristal, é indicado entre parêntesis):
- Calcite (trigonal) para aragonite (ortorrômbica);
- Acantite (monoclínica) para argentita (cúbica);
- Leucite (tetragonal) a leucite alta (cúbica).

## Em outros campos do saber
Em biologia, um pseudomorfo é uma nuvem de tinta rica em muco libertada por muitas espécies de cefalópodes. O nome refere-se à semelhança na aparência entre o cefalópode que a libertou e a própria nuvem, neste contexto significando literalmente corpo falso. Este comportamento permite muitas vezes que o cefalópode escape ileso de uma predação, e é frequentemente executado como parte do que é conhecido como a manobra do jato de tinta.
Em filosofia, o conceito de pseudomorfose foi utilizado pelo filósofo alemão Oswald Spengler para descrever o modo como as formas de uma cultura mais antiga e mais amplamente dispersa afectam a expressão das formas de uma cultura mais jovem e emergente. Estas últimas desenvolvem-se em formas que são fundamentalmente estranhas ao próprio sentimento do mundo da cultura, impedindo-a assim de desenvolver plenamente a sua própria autoconsciência.
Em arqueologia, designam-se por pseudomorfos orgânicos as impressões de material orgânico que se podem acumular na superfície de artefactos metálicos à medida que estes se corroem. Ocorrem geralmente quando artefactos metálicos são enterrados em contacto com material orgânico sob solo húmido.